# حبیب‌الله صالحی
حبیب‌الله صالحی (زادهٔ ۱۲۹۵ در شاهرود – درگذشتهٔ ۱۳۵۸ در تهران) موسیقی‌دان، آهنگساز، مدرس و نوازندهٔ تار اهل ایران بود.

## زندگی هنری
حبیب‌الله صالحی از نوازندگان تار و از ردیف‌دانان زمان خود بود، وی لیسانسیه علوم طبیعی از دانشگاه تهران و فارغ‌التحصیل رشتهٔ آهنگسازی از دانشکدهٔ موسیقی ملی بود.
او از آموزش هنرمندانی نظیر: علی اکبر شهنازی، موسی معروفی و ابوالحسن صبا بهره گرفت و دارای برگ صلاحیت تدریس تار و ردیف موسیقی ملی ایران از وزارت فرهنگ بود. وی مدت‌ها سمت معاونت کلاس علی اکبر شهنازی را در هنرستان موسیقی به عهده داشت، وی با تدریس در هنرستان موسیقی و آموزش ردیف شاگردان سرشناسی چون: حسین علیزاده و محمدرضا لطفی تربیت نمود.
او از سال ۱۳۲۲ همکاری خود را با رادیو آغاز و در ارکسترهای گل‌ها، ارکستر بزرگ رادیو تلویزیون، ارکستر مهدی مفتاح و گروه سماعی به عنوان نوازندهٔ تار همکاری می‌کرد.
وی پنجاه آهنگ و پیش‌درآمد ساخت که می‌توان از: «پیش‌درآمد» و «ماهور»، آهنگ «بی گناهم»، «شاخه گل ۲۱۳»، «سایهٔ لرزان»، «به کنارم تو بمان»، «یک قطره اشک»، «شکوه انقلاب»، «شهر تو» همراه با صدای خوانندگانی مانند: محمدرضا شجریان، غلامعلی شهپر نام برد. از این پنجاه آهنگ تعدادی از آنها برای ارکسترهای بزرگ رادیو تنظیم شده‌اند، قطعهٔ کُرال معروف «بنی آدم» از ساخته‌های اوست که در رادیو اجرا و پخش شد. همکاری وی با  ارکستر فرهاد فخرالدینی تا سال ۱۳۵۸ ادامه یافت.